# 广安站 (四川省)
广安站，原名前锋站，是襄渝铁路上的火车站，位于中华人民共和国四川省广安市前锋区大佛寺街道，距离广安市区25千米。车站由成都铁路局重庆北车务段管辖，客运办旅客乘降、行李、包裹托运业务，经停本站各方向旅客列车50趟；货运办理盖整车、零担、集装箱。

## 历史
车站随襄渝铁路广安段建于1968年，1971年4月站房完工，于1975年11月开通，定名前锋站:507。在线路建设期间，建设襄渝铁路广安段的8716部队牺牲了18名军人（其中1名病故），因此在大佛寺街道红辉社区设有三墩坎烈士墓。铁路建成后，车站周围的前锋乡逐渐发展。1987年1月1日起，车站更名广安站:315:947。
1997年车站重建站房，1998年2月18日又新建北货场，同年9月21日竣工:947；2002年还改建站台。2005年襄渝二线开工，车站站场及其上下行区间实现复线化，2009年完工。
车站原由广安车务段管辖，1997年广安车务段迁至重庆北碚，又于2003年更名为涪陵车务段:628，后又改为达州车务段管理。2014年4月广安站划入新成立的重庆北车务段管理。
2015年4月新货场建成投用:315。

## 车站结构
广安站站房建于2002年，外立面形似一双巨手拖起太阳寓意广安为邓小平的故乡。内部围绕半圆形的大厅旁设候车室2个、贵宾室1个、行包房1个，可同时容纳1200人候车:315。

### 站场
广安站站场为一级二场，其中南场办理客运业务，设有到发线7股（含正线），编组线3股。2015年4月车站南场旁的新货场建成投用，内设货物线4条、货运仓库4栋5000余平方米、散堆装货场2万余平方米:315。广安北场位于观广联络线上，建于1998年。内设到发线4股，主要办理接发列车和广安煤炭运输业务。广安南北长设有通往华蓥山煤业绿水洞煤矿、中石油四川广安销售分公司、海晶石油、广安国家粮食储备库、广安发电厂、军队、重庆机务段广安机务折返段等单位的专用线:947。
广安三场位于车站客场北侧龙滩镇，原为观阁站。与本站区间除襄渝复线外，还设有观广联络线沟通。广安三场办理货运业务，设有到发线4股、货物线1股，及通往华蓥山煤业龙滩煤矿的专用线:507。

## 車站周邊
- 中国邮政储蓄银行前锋区支行
- 中国邮政前锋邮政支局
- 中国建设银行前锋分理处
- 广安前锋汽车站
- 农村信用合作社前锋信用社
- 中国电信王三电信营业厅
- 前锋中学